# 雷丁马先蒿
雷丁马先蒿（学名：Pedicularis retingensis）是列当科马先蒿属的植物，为中国的特有植物。分布在中国大陆的西藏等地，生长于海拔4,100米的地区，一般生于多石而干旱的山坡上与石滩中，目前尚未由人工引种栽培。